# Coppa del Mondo di sci di fondo 2016
La Coppa del Mondo di sci di fondo 2016 è stata la trentacinquesima edizione della manifestazione organizzata dalla Federazione Internazionale Sci; è iniziata il 27 novembre 2015 a Kuusamo, in Finlandia, e si è conclusa il 12 marzo 2016 a Canmore, in Canada.
In campo sia maschile sia femminile sono state disputate 17 gare individuali (8 di distanza, 6 sprint, 3 competizioni intermedie a tappe) e 3 a squadre (2 staffette, 1 sprint), in 18 diverse località.
Tra gli uomini il norvegese Martin Johnsrud Sundby si è aggiudicato sia la coppa di cristallo, il trofeo assegnato al vincitore della classifica generale, sia la Coppa di distanza; l'italiano Federico Pellegrino ha vinto la Coppa di sprint. Lo svizzero Dario Cologna era il detentore uscente della Coppa generale.
Tra le donne la norvegese Therese Johaug si è aggiudicata sia la coppa di cristallo, il trofeo assegnato alla vincitrice della classifica generale, sia la Coppa di distanza; la sua connazionale Maiken Caspersen Falla ha vinto la Coppa di sprint. La norvegese Marit Bjørgen era la detentrice uscente della Coppa generale.

## Uomini

### Risultati
| Data                              | Località                                      | Nazione                  | Specialità      | Primo                                                                                | Secondo                                                                                     | Terzo                                                                        |
| --------------------------------- | --------------------------------------------- | ------------------------ | --------------- | ------------------------------------------------------------------------------------ | ------------------------------------------------------------------------------------------- | ---------------------------------------------------------------------------- |
| 27 novembre 2015 29 novembre 2015 | Kuusamo                                       | Finlandia                | Ruka Triple     | Martin Johnsrud Sundby                                                               | Petter Northug                                                                              | Finn Hågen Krogh                                                             |
| 5 dicembre 2015                   | Lillehammer                                   | Norvegia                 | 30 km ST        | Martin Johnsrud Sundby                                                               | Niklas Dyrhaug                                                                              | Hans Christer Holund                                                         |
| 6 dicembre 2015                   | Lillehammer                                   | Norvegia                 | 4x7,5 km        | Norvegia I Niklas Dyrhaug Hans Christer Holund Martin Johnsrud Sundby Petter Northug | Norvegia III Martin Løwstrøm Nyenget Mathias Rundgreen Simen Andreas Sveen Finn Hågen Krogh | Norvegia II Emil Iversen Didrik Tønseth Sjur Røthe Anders Gløersen           |
| 12 dicembre 2015                  | Davos                                         | Svizzera                 | 30 km TL        | Martin Johnsrud Sundby                                                               | Maurice Manificat                                                                           | Anders Gløersen                                                              |
| 13 dicembre 2015                  | Davos                                         | Svizzera                 | SP TL           | Federico Pellegrino                                                                  | Baptiste Gros                                                                               | Sondre Turvoll Fossli                                                        |
| 19 dicembre 2015                  | Dobbiaco                                      | Italia                   | SP TL           | Federico Pellegrino                                                                  | Simi Hamilton                                                                               | Andrew Young                                                                 |
| 20 dicembre 2015                  | Dobbiaco                                      | Italia                   | 15 km TC        | Martin Johnsrud Sundby                                                               | Aleksandr Bessmertnych                                                                      | Sjur Røthe                                                                   |
| 1º gennaio 2016 10 gennaio 2016   | Lenzerheide Oberstdorf Dobbiaco Val di Fiemme | Svizzera Germania Italia | Tour de Ski     | Martin Johnsrud Sundby                                                               | Finn Hågen Krogh                                                                            | Sergej Ustjugov                                                              |
| 16 gennaio 2016                   | Planica                                       | Slovenia                 | SP TL           | Federico Pellegrino                                                                  | Baptiste Gros                                                                               | Richard Jouve                                                                |
| 17 gennaio 2016                   | Planica                                       | Slovenia                 | TS TL           | Italia Dietmar Nöckler Federico Pellegrino                                           | Francia I Renaud Jay Baptiste Gros                                                          | Francia II Valentin Chauvin Richard Jouve                                    |
| 23 gennaio 2016                   | Nové Město na Moravě                          | Rep. Ceca                | 15 km TL        | Maurice Manificat                                                                    | Martin Johnsrud Sundby                                                                      | Sergej Ustjugov                                                              |
| 24 gennaio 2016                   | Nové Město na Moravě                          | Rep. Ceca                | 4x7,5 km        | Norvegia I Sjur Røthe Martin Johnsrud Sundby Mathias Rundgreen Finn Hågen Krogh      | Russia I Evgenij Belov Aleksandr Legkov Aleksej Červotkin Sergej Ustjugov                   | Italia Dietmar Nöckler Francesco De Fabiani Roland Clara Federico Pellegrino |
| 3 febbraio 2016                   | Drammen                                       | Norvegia                 | SP TC           | Petter Northug                                                                       | Ola Vigen Hattestad                                                                         | Eirik Brandsdal                                                              |
| 6 febbraio 2016                   | Oslo                                          | Norvegia                 | 50 km TC MS     | Martin Johnsrud Sundby                                                               | Niklas Dyrhaug                                                                              | Maksim Vylegžanin                                                            |
| 11 febbraio 2016                  | Stoccolma                                     | Svezia                   | SP TC           | Nikita Krjukov                                                                       | Ola Vigen Hattestad                                                                         | Petter Northug                                                               |
| 13 febbraio 2016                  | Falun                                         | Svezia                   | 10 km TC        | Maksim Vylegžanin                                                                    | Aleksandr Bessmertnych                                                                      | Maurice Manificat                                                            |
| 14 febbraio 2016                  | Falun                                         | Svezia                   | 15 km TL MS     | Sergej Ustjugov                                                                      | Francesco De Fabiani                                                                        | Martin Johnsrud Sundby                                                       |
| 20 febbraio 2016                  | Lahti                                         | Finlandia                | SP TL           | Emil Iversen                                                                         | Finn Hågen Krogh                                                                            | Petter Northug                                                               |
| 21 febbraio 2016                  | Lahti                                         | Finlandia                | 30 km ST        | Martin Johnsrud Sundby                                                               | Finn Hågen Krogh                                                                            | Hans Christer Holund                                                         |
| 1º marzo 2016 12 marzo 2016       | Gatineau Montréal Québec Canmore              | Canada                   | Ski Tour Canada | Martin Johnsrud Sundby                                                               | Sergej Ustjugov                                                                             | Petter Northug                                                               |

Legenda:

TC = tecnica classica

TL = tecnica libera

SP = sprint

ST = skiathlon

TS = sprint a squadre

MS = partenza in linea

#### Competizioni intermedie
| Ruka Triple 2016     |                   |                   |                   |                        |                        |                        |
| Data                 | Località          | Nazione           | Specialità        | Primo                  | Secondo                | Terzo                  |
| 27 novembre 2015     | Kuusamo           | Finlandia         | SP TC             | Sondre Turvoll Fossli  | Eirik Brandsdal        | Petter Northug         |
| 28 novembre 2015     | Kuusamo           | Finlandia         | 10 km TL          | Martin Johnsrud Sundby | Alex Harvey            | Dario Cologna          |
| 29 novembre 2015     | Kuusamo           | Finlandia         | 15 km TC PU       | Niklas Dyrhaug         | Martin Johnsrud Sundby | Sjur Røthe             |
| Classifica finale    | Classifica finale | Classifica finale | Classifica finale | Martin Johnsrud Sundby | Petter Northug         | Finn Hågen Krogh       |
|                      |                   |                   |                   |                        |                        |                        |
| Tour de Ski 2016     |                   |                   |                   |                        |                        |                        |
| Data                 | Località          | Nazione           | Specialità        | Primo                  | Secondo                | Terzo                  |
| 1º gennaio 2016      | Lenzerheide       | Svizzera          | SP TL             | Federico Pellegrino    | Sergej Ustjugov        | Finn Hågen Krogh       |
| 2 gennaio 2016       | Lenzerheide       | Svizzera          | 30 km TC MS       | Martin Johnsrud Sundby | Petter Northug         | Didrik Tønseth         |
| 3 gennaio 2016       | Lenzerheide       | Svizzera          | 10 km TL PU       | Martin Johnsrud Sundby | Petter Northug         | Finn Hågen Krogh       |
| 5 gennaio 2016       | Oberstdorf        | Germania          | SP TC             | Emil Iversen           | Sergej Ustjugov        | Aleksej Poltoranin     |
| 6 gennaio 2016       | Oberstdorf        | Germania          | 15 km TC MS       | Aleksej Poltoranin     | Dario Cologna          | Francesco De Fabiani   |
| 8 gennaio 2016       | Dobbiaco          | Italia            | 10 km TL          | Finn Hågen Krogh       | Martin Johnsrud Sundby | Maurice Manificat      |
| 9 gennaio 2016       | Val di Fiemme     | Italia            | 15 km TC MS       | Martin Johnsrud Sundby | Niklas Dyrhaug         | Aleksej Poltoranin     |
| 10 gennaio 2016      | Val di Fiemme     | Italia            | 9 km TL PU        | Martin Johnsrud Sundby | Robin Duvillard        | Matti Heikkinen        |
| Classifica finale    | Classifica finale | Classifica finale | Classifica finale | Martin Johnsrud Sundby | Finn Hågen Krogh       | Sergej Ustjugov        |
|                      |                   |                   |                   |                        |                        |                        |
| Ski Tour Canada 2016 |                   |                   |                   |                        |                        |                        |
| Data                 | Località          | Nazione           | Specialità        | Primo                  | Secondo                | Terzo                  |
| 1º marzo 2016        | Gatineau          | Canada            | SP TL             | Sergej Ustjugov        | Richard Jouve          | Simi Hamilton          |
| 2 marzo 2016         | Montréal          | Canada            | 17,5 km TC MS     | Emil Iversen           | Petter Northug         | Sergej Ustjugov        |
| 4 marzo 2016         | Québec            | Canada            | SP TL             | Baptiste Gros          | Alex Harvey            | Sergej Ustjugov        |
| 5 marzo 2016         | Québec            | Canada            | 15 km TL PU       | Sergej Ustjugov        | Petter Northug         | Emil Iversen           |
| 8 marzo 2016         | Canmore           | Canada            | SP TC             | Federico Pellegrino    | Eirik Brandsdal        | Maurice Manificat      |
| 9 marzo 2016         | Canmore           | Canada            | 30 km ST          | Martin Johnsrud Sundby | Sergej Ustjugov        | Matti Heikkinen        |
| 11 marzo 2016        | Canmore           | Canada            | 15 km TL          | Matti Heikkinen        | Evgenij Belov          | Marcus Hellner         |
| 12 marzo 2016        | Canmore           | Canada            | 15 km TC PU       | Maurice Manificat      | Matti Heikkinen        | Martin Johnsrud Sundby |
| Classifica finale    | Classifica finale | Classifica finale | Classifica finale | Martin Johnsrud Sundby | Sergej Ustjugov        | Petter Northug         |

Legenda:

TC = tecnica classica

TL = tecnica libera

SP = sprint

PU = inseguimento

ST = skiathlon

MS = partenza in linea

### Classifiche

#### Generale
| Pos. | Nome                   | Nazione  | Punti |
| ---- | ---------------------- | -------- | ----- |
| 1    | Martin Johnsrud Sundby | Norvegia | 2634  |
| 2    | Petter Northug         | Norvegia | 1602  |
| 3    | Finn Hågen Krogh       | Norvegia | 1584  |
| 4    | Sergej Ustjugov        | Russia   | 1479  |
| 5    | Maurice Manificat      | Francia  | 1131  |
| 6    | Niklas Dyrhaug         | Norvegia | 995   |
| 7    | Alex Harvey            | Canada   | 889   |
| 8    | Emil Iversen           | Norvegia | 874   |
| 9    | Didrik Tønseth         | Norvegia | 871   |
| 10   | Hans Christer Holund   | Norvegia | 834   |

#### Distanza
| Pos. | Nome                   | Nazione  | Punti |
| ---- | ---------------------- | -------- | ----- |
| 1    | Martin Johnsrud Sundby | Norvegia | 1444  |
| 2    | Maurice Manificat      | Francia  | 763   |
| 3    | Niklas Dyrhaug         | Norvegia | 729   |
| 4    | Finn Hågen Krogh       | Norvegia | 614   |
| 5    | Sergej Ustjugov        | Russia   | 605   |

#### Sprint
| Pos. | Nome                | Nazione  | Punti |
| ---- | ------------------- | -------- | ----- |
| 1    | Federico Pellegrino | Italia   | 553   |
| 2    | Petter Northug      | Norvegia | 476   |
| 3    | Finn Hågen Krogh    | Norvegia | 414   |
| 4    | Baptiste Gros       | Francia  | 324   |
| 5    | Eirik Brandsdal     | Norvegia | 307   |

## Donne

### Risultati
| Data                              | Località                                      | Nazione                  | Specialità      | Prima                                                                                  | Seconda                                                                 | Terza                                                                          |
| --------------------------------- | --------------------------------------------- | ------------------------ | --------------- | -------------------------------------------------------------------------------------- | ----------------------------------------------------------------------- | ------------------------------------------------------------------------------ |
| 27 novembre 2015 29 novembre 2015 | Kuusamo                                       | Finlandia                | Ruka Triple     | Therese Johaug                                                                         | Stina Nilsson                                                           | Ingvild Flugstad Østberg                                                       |
| 5 dicembre 2015                   | Lillehammer                                   | Norvegia                 | 15 km ST        | Therese Johaug                                                                         | Heidi Weng                                                              | Charlotte Kalla                                                                |
| 6 dicembre 2015                   | Lillehammer                                   | Norvegia                 | 4x5 km          | Norvegia I Maiken Caspersen Falla Ingvild Flugstad Østberg Therese Johaug Heidi Weng   | Finlandia Krista Pärmäkoski Kerttu Niskanen Laura Mononen Anne Kyllönen | Stati Uniti Rosie Brennan Sadie Bjornsen Liz Stephen Jessica Diggins           |
| 12 dicembre 2015                  | Davos                                         | Svizzera                 | 15 km TL        | Therese Johaug                                                                         | Ingvild Flugstad Østberg                                                | Heidi Weng                                                                     |
| 13 dicembre 2015                  | Davos                                         | Svizzera                 | SP TL           | Stina Nilsson                                                                          | Maiken Caspersen Falla                                                  | Ingvild Flugstad Østberg                                                       |
| 19 dicembre 2015                  | Dobbiaco                                      | Italia                   | SP TL           | Maiken Caspersen Falla                                                                 | Ingvild Flugstad Østberg                                                | Stina Nilsson                                                                  |
| 20 dicembre 2015                  | Dobbiaco                                      | Italia                   | 10 km TC        | Therese Johaug                                                                         | Krista Pärmäkoski                                                       | Ingvild Flugstad Østberg                                                       |
| 1 gennaio 2016 10 gennaio 2016    | Lenzerheide Oberstdorf Dobbiaco Val di Fiemme | Svizzera Germania Italia | Tour de Ski     | Therese Johaug                                                                         | Ingvild Flugstad Østberg                                                | Heidi Weng                                                                     |
| 16 gennaio 2016                   | Planica                                       | Slovenia                 | SP TL           | Stina Nilsson                                                                          | Astrid Uhrenholdt Jacobsen                                              | Heidi Weng                                                                     |
| 17 gennaio 2016                   | Planica                                       | Slovenia                 | TS TL           | Svezia I Ida Ingemarsdotter Stina Nilsson                                              | Norvegia I Heidi Weng Astrid Uhrenholdt Jacobsen                        | Germania I Hanna Kolb Sandra Ringwald                                          |
| 23 gennaio 2016                   | Nové Město na Moravě                          | Rep. Ceca                | 10 km TL        | Therese Johaug                                                                         | Astrid Uhrenholdt Jacobsen                                              | Jessica Diggins                                                                |
| 24 gennaio 2016                   | Nové Město na Moravě                          | Rep. Ceca                | 4x5 km          | Norvegia Ingvild Flugstad Østberg Heidi Weng Therese Johaug Astrid Uhrenholdt Jacobsen | Stati Uniti Sophie Caldwell Sadie Bjornsen Liz Stephen Jessica Diggins  | Finlandia Anne Kyllönen Krista Pärmäkoski Riitta-Liisa Roponen Kerttu Niskanen |
| 3 febbraio 2016                   | Drammen                                       | Norvegia                 | SP TC           | Maiken Caspersen Falla                                                                 | Ingvild Flugstad Østberg                                                | Natal'ja Matveeva                                                              |
| 7 febbraio 2016                   | Oslo                                          | Norvegia                 | 30 km TC MS     | Therese Johaug                                                                         | Ingvild Flugstad Østberg                                                | Anne Kyllönen                                                                  |
| 11 febbraio 2016                  | Stoccolma                                     | Svezia                   | SP TC           | Maiken Caspersen Falla                                                                 | Ingvild Flugstad Østberg                                                | Stina Nilsson                                                                  |
| 13 febbraio 2016                  | Falun                                         | Svezia                   | 5 km TC         | Therese Johaug                                                                         | Heidi Weng                                                              | Ingvild Flugstad Østberg                                                       |
| 14 febbraio 2016                  | Falun                                         | Svezia                   | 10 km TL MS     | Therese Johaug                                                                         | Heidi Weng                                                              | Astrid Uhrenholdt Jacobsen                                                     |
| 20 febbraio 2016                  | Lahti                                         | Finlandia                | SP TL           | Maiken Caspersen Falla                                                                 | Jessica Diggins                                                         | Heidi Weng                                                                     |
| 21 febbraio 2016                  | Lahti                                         | Finlandia                | 15 km ST        | Therese Johaug                                                                         | Heidi Weng                                                              | Ingvild Flugstad Østberg                                                       |
| 1 marzo 2016 12 marzo 2016        | Gatineau Montréal Québec Canmore              | Canada                   | Ski Tour Canada | Therese Johaug                                                                         | Heidi Weng                                                              | Ingvild Flugstad Østberg                                                       |

Legenda:

TC = tecnica classica

TL = tecnica libera

SP = sprint

ST = skiathlon

TS = sprint a squadre

MS = partenza in linea

#### Competizioni intermedie
| Ruka Triple 2016     |                   |                   |                   |                          |                            |                            |
| Data                 | Località          | Nazione           | Specialità        | Prima                    | Seconda                    | Terza                      |
| 27 novembre 2015     | Kuusamo           | Finlandia         | SP TC             | Maiken Caspersen Falla   | Stina Nilsson              | Ragnhild Haga              |
| 28 novembre 2015     | Kuusamo           | Finlandia         | 5 km TL           | Therese Johaug           | Charlotte Kalla            | Ida Ingemarsdotter         |
| 29 novembre 2015     | Kuusamo           | Finlandia         | 10 km TC PU       | Therese Johaug           | Stina Nilsson              | Kerttu Niskanen            |
| Classifica finale    | Classifica finale | Classifica finale | Classifica finale | Therese Johaug           | Stina Nilsson              | Ingvild Flugstad Østberg   |
|                      |                   |                   |                   |                          |                            |                            |
| Tour de Ski 2016     |                   |                   |                   |                          |                            |                            |
| Data                 | Località          | Nazione           | Specialità        | Prima                    | Seconda                    | Terza                      |
| 1 gennaio 2016       | Lenzerheide       | Svizzera          | SP TL             | Maiken Caspersen Falla   | Ida Ingemarsdotter         | Ingvild Flugstad Østberg   |
| 2 gennaio 2016       | Lenzerheide       | Svizzera          | 15 km TC MS       | Therese Johaug           | Ingvild Flugstad Østberg   | Heidi Weng                 |
| 3 gennaio 2016       | Lenzerheide       | Svizzera          | 5 km TL PU        | Ingvild Flugstad Østberg | Therese Johaug             | Heidi Weng                 |
| 5 gennaio 2016       | Oberstdorf        | Germania          | SP TC             | Sophie Caldwell          | Heidi Weng                 | Ingvild Flugstad Østberg   |
| 6 gennaio 2016       | Oberstdorf        | Germania          | 10 km TC MS       | Therese Johaug           | Ingvild Flugstad Østberg   | Heidi Weng                 |
| 8 gennaio 2016       | Dobbiaco          | Italia            | 5 km TL           | Jessica Diggins          | Heidi Weng                 | Ingvild Flugstad Østberg   |
| 9 gennaio 2016       | Val di Fiemme     | Italia            | 10 km TC MS       | Heidi Weng               | Ingvild Flugstad Østberg   | Therese Johaug             |
| 10 gennaio 2016      | Val di Fiemme     | Italia            | 9 km TL PU        | Therese Johaug           | Heidi Weng                 | Liz Stephen                |
| Classifica finale    | Classifica finale | Classifica finale | Classifica finale | Therese Johaug           | Ingvild Flugstad Østberg   | Heidi Weng                 |
|                      |                   |                   |                   |                          |                            |                            |
| Ski Tour Canada 2016 |                   |                   |                   |                          |                            |                            |
| Data                 | Località          | Nazione           | Specialità        | Prima                    | Seconda                    | Terza                      |
| 1 marzo 2016         | Gatineau          | Canada            | SP TL             | Maiken Caspersen Falla   | Stina Nilsson              | Jessica Diggins            |
| 2 marzo 2016         | Montréal          | Canada            | 10,5 km TC MS     | Therese Johaug           | Heidi Weng                 | Astrid Uhrenholdt Jacobsen |
| 4 marzo 2016         | Québec            | Canada            | SP TL             | Stina Nilsson            | Maiken Caspersen Falla     | Heidi Weng                 |
| 5 marzo 2016         | Québec            | Canada            | 10 km TL PU       | Heidi Weng               | Therese Johaug             | Astrid Uhrenholdt Jacobsen |
| 8 marzo 2016         | Canmore           | Canada            | SP TC             | Maiken Caspersen Falla   | Astrid Uhrenholdt Jacobsen | Ingvild Flugstad Østberg   |
| 9 marzo 2016         | Canmore           | Canada            | 15 km ST          | Heidi Weng               | Therese Johaug             | Astrid Uhrenholdt Jacobsen |
| 11 marzo 2016        | Canmore           | Canada            | 10 km TL          | Ingvild Flugstad Østberg | Heidi Weng                 | Krista Pärmäkoski          |
| 12 marzo 2016        | Canmore           | Canada            | 10 km TC PU       | Krista Pärmäkoski        | Therese Johaug             | Jessica Diggins            |
| Classifica finale    | Classifica finale | Classifica finale | Classifica finale | Therese Johaug           | Heidi Weng                 | Ingvild Flugstad Østberg   |

Legenda:

TC = tecnica classica

TL = tecnica libera

SP = sprint

PU = inseguimento

ST = skiathlon

MS = partenza in linea

### Classifiche

#### Generale
| Pos. | Nome                       | Nazione     | Punti |
| ---- | -------------------------- | ----------- | ----- |
| 1    | Therese Johaug             | Norvegia    | 2681  |
| 2    | Ingvild Flugstad Østberg   | Norvegia    | 2302  |
| 3    | Heidi Weng                 | Norvegia    | 2172  |
| 4    | Krista Pärmäkoski          | Finlandia   | 1335  |
| 5    | Charlotte Kalla            | Svezia      | 1217  |
| 6    | Maiken Caspersen Falla     | Norvegia    | 1151  |
| 7    | Astrid Uhrenholdt Jacobsen | Norvegia    | 1142  |
| 8    | Jessica Diggins            | Stati Uniti | 1128  |
| 9    | Kerttu Niskanen            | Finlandia   | 1120  |
| 10   | Anne Kyllönen              | Finlandia   | 1025  |

#### Distanza
| Pos. | Nome                     | Nazione   | Punti |
| ---- | ------------------------ | --------- | ----- |
| 1    | Therese Johaug           | Norvegia  | 1533  |
| 2    | Heidi Weng               | Norvegia  | 1145  |
| 3    | Ingvild Flugstad Østberg | Norvegia  | 976   |
| 4    | Charlotte Kalla          | Svezia    | 730   |
| 5    | Krista Pärmäkoski        | Finlandia | 664   |

#### Sprint
| Pos. | Nome                       | Nazione  | Punti |
| ---- | -------------------------- | -------- | ----- |
| 1    | Maiken Caspersen Falla     | Norvegia | 726   |
| 2    | Ingvild Flugstad Østberg   | Norvegia | 646   |
| 3    | Stina Nilsson              | Svezia   | 602   |
| 4    | Heidi Weng                 | Norvegia | 409   |
| 5    | Astrid Uhrenholdt Jacobsen | Norvegia | 355   |